# Компресор
Компресор (от лат. compressio – свиване) се нарича машина, за транспортиране и нагнетяване на газове (увеличава налягането им, като намалява обема им).
Машините за транспортиране и компримиране на газове се делят според налягането p2 което създават на :
- Вентилатори: 1 bar < p2 < 1,3 bar
- Духалки:     1,3 bar < p2 < 3 bar
- Компресори:  p2 > 3 bar
- Вакуумпомпи: p1 < 1 bar

При адиабатното компримиране газовете се загряват (вж. адиабатен процес). Най-често това налага последващото им охлаждане.
Теоретична работа W за компримиране на газ от налягане P1 до налягане P2 при адиабатен процес ({\displaystyle P\cdot v^{k}=const.}, {\displaystyle k=C_{p}/C_{v}} (показател на адиабатата), {\displaystyle C_{p}} е топлинен капацитет):

{\displaystyle W=P_{1}V_{1}{\frac {k}{k-1}}\left[\left({\frac {P_{2}}{P_{1}}}\right)^{(k-1)/k}-1\right]}
Ако процесът протече изотермно (напр. с междинно охлаждане при многостепенните машини) необходимата работа за компримиране е по-ниска.
Теоретична работа за компримиране при изотермен процес ({\displaystyle T=const.},  {\displaystyle P\cdot v=const.}):

{\displaystyle W=P_{1}V_{1}ln\left({\frac {P_{2}}{P_{1}}}\right)}
На практика процесът не е нито чисто изотермен, нито адиабатен, а протича по т. нар. политропа.  
Ако в компресор на изхода се подаде сгъстен газ и се изключи двигателят, той заработва като детандер и създава ниска температура. Така се разделя въздухът на азот и кислород.

## Класификация
Общоприетата класификация на компресорите е по начина им на повишаването на налягането на газовете. По принципа си на действие компресорите се разделят на:

### Бутални компресори
Буталните компресори могат да са с едностранно и двустранно действие. Има със смазване и без смазване. Могат да бъдат и ръчно задвижвани.

### Винтови компресори
Винтовите компресори се състоят от два масивни винта един срещу друг с противоположни резби, въртящи се един срещу друг. Намират се на разстояние един спрямо друг и това разстояние се уплътнява от масло.